# Abraxas pulchraaena
Abraxas pulchraaena là một loài bướm đêm trong họ Geometridae.